# Płociczno (województwo zachodniopomorskie)
Płociczno (niem. Spechtsdorf) – wieś w Polsce położona w województwie zachodniopomorskim, w powiecie wałeckim, w gminie Tuczno.
W latach 1946–1950 miejscowość administracyjnie należała do województwa szczecińskiego, w latach 1950–1957 do województwa koszalińskiego, natomiast w latach 1975–1998 miejscowość administracyjnie należała do województwa pilskiego.

## Położenie
Płociczno jest położone we wschodniej części Równiny Drawskiej, będącej mezoregionem Pojezierza Południowopomorskiego. Płociczno położone jest nad rzeką Płociczna (niem. Plötzenfliess).
Wieś znajduje się w południowo-wschodniej części woj. zachodniopomorskiego, we wschodniej części powiatu wałeckiego.
Wieś leży w odległości:
- Piła – 50 km
- Gorzów Wielkopolski – 90 km
- Wałcz – 35 km
- Szczecin – 138 km
- Poznań – 143 km
- Człopa – 22 km
- Mirosławiec – 10 km

## Części wsi
| SIMC    | Nazwa    | Rodzaj    |
| ------- | -------- | --------- |
| 1063385 | Lubicz   | część wsi |
| 0530761 | Ponikiew | część wsi |

## Historia
Wieś pierwotnie należała do Nowej Marchii (ostatnio do powiatu drawskiego). Do powiatu wałeckiego została przyłączona po II wojnie światowej. Wspomniana po raz pierwszy w Katasterze Nowomarchijskim Ludwika Starszego z roku 1337. Liczyła wówczas 64 łany. W roku 1572 i 1580 należała do trzech dziedziców z rodziny Zadow: Mateusza, Joachima i Dionizego. We wsi znajdował się kościół szachulcowy zbudowany w 1882 roku, a w nim dzwon z 1684 roku.
W latach 1927–1929 w Płocicznie było wydawane niemieckojęzyczne czasopismo Die Chronik. Heimatkundliches Blatt für die Neumark, Grenzmark und Hinterpommern. Jego redaktorem był Berthold Ahrendt.

## Oświata
Do roku 2016 w miejscowości znajdowała się szkoła podstawowa i zamiejscowy oddział przedszkola w Tucznie.

## Sport
Wieś jest siedzibą klubu unihokeja dziewcząt UKS „Maratończyk Płociczno”. W sezonie 2010 drużyna zdobyła 2. miejsce w Mistrzostwach Polski Juniorek Młodszych, obecnie rywalizuje w MP Juniorek Starszych. Klub jest od 2009 roku organizatorem corocznego Ogólnopolskiego Turnieju Unihokeja „Płociczno Floorball Cup”.

## Komunikacja
Wieś leży przy trasach:
- droga krajowa nr 22 (Gorzów Wielkopolski – Człopa – Elbląg) – 18 km
- droga krajowa nr 10 (Szczecin – Bydgoszcz) – 10 km
- droga wojewódzka nr 177 – (Czaplinek – Wieleń) – 10 km

Do wsi można dojechać autobusami PKS.